# Reggenza di Banyuwangi
La Reggenza di Banyuwangi (Kabupaten Banyuwangi in indonesiano) è un kabupaten (divisione amministrativa indonesiana al di sotto della Provincia, che si può tradurre come Reggenza o Dipartimento) situato nella provincia di Giava orientale, creato nel 1771.Il nome Banyuwangi significa acqua profumata in lingua giavanese.

## Aree amministrative
La Reggenza di Banyuwangi è suddivisa in 24 sottodistretti (Kecamatan):
- Banyuwangi Kota
- Glagah
- Kalibaru
- Kalipuro
- Srono
- Kabat
- Glenmore
- Rogojampi
- Singojuruh
- Genteng
- Cluring
- Giri
- Pesanggaran
- Gambiran
- Wongsorejo
- Tegaldlimo
- Purwoharjo
- Sempu
- Muncar
- Songgon
- Tegalsari
- Bangorejo
- Siliragung
- Licin

## Cultura
Per la sua localizzazione, sulla rotta Giava–Bali, Banyuwangi è culturalmente assai ricca, in quanto punto d'incontro delle culture Giavanese, Madurese, Balinese e di altre. Questa area possiede un insieme unico di arte, tradizioni e natura con caratteristiche peculiari, in particolare nella zona si sono sviluppate forme particolari di danze, le più note sono la Gandrung e la Punjari.

### Gli Osing
Banyuwangi è abitata dalla popolazione degli Osing, che parlano una loro lingua, strettamente connessa coi dialetti orientali del giavanese.

## Archeologia
- Sito d'Umpak Songo: nel villaggio di Blambangan, nei pressi di Muncar, a 30 km a sud di Banyuwangi, è possibile vedere base in pietra di un pendopo. Molti Balinesi vi vengono in pellegrinaggio.[3]

## Infrastrutture e trasporti
Ketapang, il porto di Banyuwangi, è il punto di partenza dei traghetti per Bali.